# 鴨下望美
鴨下 望美（かもした のぞみ、1993年5月17日 - ）は、秋田放送（ABS）の女性アナウンサー。

## 人物
- 東京都調布市出身[2]。B型[2]。151cm[2]。
- 品川女子学院中等部・高等部を経て、学習院女子大学卒業後、2016年4月に秋田放送へ入社[2]。
- 学生時代は、サッカーのスタジアムでビールの売り子をしていた[3]。
- 愛称は「鴨ちゃん」、「のぞみーる」。
- また酒豪としても知られている。

## 担当番組
- タマリバ（日曜 22:00-23:00)
- さきがけ・ABSニュース
- ABSお天気インフォメーション
- ABS news every.（月 - 水キャスター）[2]
- まちなかSESSION エキマイク（2019年4月 - 2024年3月、金曜担当）
- ごくじょうラジオ(2017年4月 - 2019年3月、金曜担当）
- あさ採りワイド秋田便（2025年4月3日 -、木曜担当）